# Brooksetta
Brooksetta is een geslacht van wantsen uit de familie van de Miridae (Blindwantsen). Het geslacht werd voor het eerst wetenschappelijk beschreven door Kelton in 1979.

## Soorten
Het genus bevat de volgende soorten:

- Brooksetta althaeae (Hussey, 1924)
- Brooksetta azteci (Knight, 1968)
- Brooksetta californiana Carvalho, 1990
- Brooksetta chelifer (Knight, 1927)
- Brooksetta ferox (Van Duzee, 1916)
- Brooksetta inconspicua (Uhler, 1893)
- Brooksetta incurva (Knight, 1927)
- Brooksetta malvastri (Knight, 1968)
- Brooksetta nevadensis (Knight, 1968)
- Brooksetta nicholi (Knight, 1927)
- Brooksetta shoshonea (Knight, 1968)
- Brooksetta tibialis (Van Duzee, 1916)
- Brooksetta viridicata (Uhler, 1895)